# Chorizopora
Chorizopora is een geslacht van mosdiertjes uit de  familie van de Chorizoporidae. De wetenschappelijke naam ervan is in 1879 voor het eerst geldig gepubliceerd door Hincks.

## Soort
- Chorizopora annulata (Lamouroux, 1821) (taxon inquirendum)
- Chorizopora atrox d'Hondt, 1986
- Chorizopora brongniartii (Audouin, 1826)
- Chorizopora ferocissima Gordon, 1984
- Chorizopora papillata Powell, 1967
- Chorizopora rosaria Souto, Reverter-Gil & Ostrovsky, 2014
- Chorizopora spicata Gordon, 1984
- Chorizopora spinosa Kirkpatrick, 1890
- Chorizopora ventricosa Canu & Bassler, 1929 (taxon inquirendum)

Niet geaccepteerde soort:
- Chorizopora foramen Powell, 1967 → Costulostega foramen (Powell, 1967)